# جین کراکوسکی
 جین کراکوسکی (انگلیسی: Jane Krakowski؛ زادهٔ ۱۱ اکتبر ۱۹۶۸) یک هنرپیشه اهل ایالات متحده آمریکا است. وی از سال ۱۹۸۳ میلادی تاکنون مشغول فعالیت بوده‌است.
از فیلم‌ها یا برنامه‌های تلویزیونی که وی در آن نقش داشته است می‌توان به ۳۰ راک، فصل شکار، الفی، سیرک عجایب: دستیار یک شبح، تعطیلات نشنال لمپون، کیت کیترج: یک دختر آمریکایی و بزرگسالان مبتدی اشاره کرد.